# Сергеев, Леонид Гаврилович
Леонид Гаврилович Сергеев (3 июня 1905, Челябинск, Оренбургская губерния — 5 мая 1948, Ленинград) — советский военный деятель, полковник (1942 год).

## Начальная биография
Леонид Сергеев родился 3 июня 1905 года в городе Челябинске Челябинского уезда Оренбургской губернии, ныне город — административный центр Челябинской области.
С 1914 года работал учеником слесаря и помощником слесаря в вагонных мастерских Челябинского железнодорожного депо.

## Военная служба

### Гражданская война
17 августа 1919 года призван в ряды Рабоче-крестьянской Красной Армии и направлен в роту особого назначения 2-го сводного железнодорожного полка (5-я армия, Восточный фронт), в составе которой принимал участие в боевых действиях в районе Кургана против войск  Русской армии под командованием адмирала А. В. Колчака.
В феврале 1920 года направлен на учёбу на 97-е пехотные курсы Восточного фронта, после окончания которых с мая того же года служил в составе 1-го взвода 2-й роты 2-й сводной курсантской бригады того же Восточного фронта. В августе в районе станции Ояш (ныне Новосибирская область), находясь в разведке, попал в плен, однако на следующие сутки был освобождён частями 26-й стрелковой дивизии. Вскоре назначен на должность командира взвода в составе 105-го Иркутского стрелкового полка и принимал участие в боевых действиях против войск под командованием Р. Ф. фон Унгерн-Штернберга на территории Забайкалья и Монголии.

### Межвоенное время
В феврале 1922 года назначен на должность командира отделения в составе 3-го стрелкового полка (1-я Тихоокеанская стрелковая дивизия).
В мае 1924 года направлен в 24-ю Владивостокскую школу комсостава, откуда переведён в 25-ю пехотную школу в Томске, после окончания которой 8 августа 1925 года направлен в 168-й стрелковый полк (56-я стрелковая дивизия, Ленинградский военный округ), в составе которого служил на должностях командира взвода полковой школы, начальника полковой школы, коменданта и казначея полка. В период с марта по июль 1929 года учился на военно-хозяйственных военных курсах старшего начсостава Ленинградского военного округа, после окончания которых вернулся в 168-й стрелковый полк, где служил начальником хозяйственного довольствия, командиром роты, начальником штаба батальона, командиром батальона и начальником полковой школы. В 1932 году окончил курсы «Выстрел».
В феврале 1935 года назначен на должность командира учебного батальона в составе 167-го стрелкового полка. В апреле 1936 года переведён в Ленинградское военное училище связи, где назначен на должность преподавателя тактики, в январе 1940 года — на должность преподавателя типографии, а в апреле — на должность старшего преподавателя тактики.
В 1941 году Л. Г. Сергеев окончил вечернюю Военную академию имени М. В. Фрунзе и в мае того же года назначен младшим преподавателем кафедры военных и военно-санитарных дисциплин в Военно-медицинской академии имени С. М. Кирова.
Член ВКП(б).

### Великая Отечественная война
12 июля 1941 года назначен на должность помощника начальника оперативного отдела штаба Лужской оперативной группы Северного фронта, однако с 23 июля служил в оперативном отделе Ленинградского и Северного фронтов. Летом и осенью неоднократно выезжал в 8-ю армию.
7 января 1942 года Л. Г. Сергеев назначен на должность старшего помощника начальника оперативного отдела штаба Ленинградского фронта, 23 марта — на должность командира 285-й стрелковой дивизии, ведшей оборонительные боевые действия в районе Дубовик, Липовик, а 5 июня — на должность начальника штаба 59-й армии, одновременно с этим исполнял должность командира 374-й стрелковой дивизии.
В период с июля по август 1942 года лечился в госпитале в связи с контузией и по выздоровлении назначен на должность командира 128-й стрелковой дивизии, которая принимала участие в ходе Синявинской наступательной операции.
В ноябре назначен на должность начальника отдела боевой подготовки штаба Волховского фронта, а 2 января 1943 года — на должность командира 377-й стрелковой дивизии, ведшей оборонительные боевые действия на рубеже рек Лядно и Полисть, однако уже 12 февраля переведён командиром 294-й стрелковой дивизии (54-я армия), занимавшей оборонительный рубеж южный берег болота Соколий Мох — Новые Кириши. 18 апреля дивизия была выведена в резерв и 25 августа передана в состав 52-й армии, после чего принимала участие в ходе освобождения Левобережной Украины и битвы за Днепр, а также Корсунь-Шевченковской и Уманско-Ботошанской наступательных операций. 30 мая 1944 года войска противника силами трёх танковых и двух пехотных дивизий перешли в наступление, в результате чего 294-я стрелковая дивизия отступила на полтора километра, в связи с чем полковник Л. Г. Сергеев 5 июня был снят с занимаемой должности, после чего находился в резерве 2-го Украинского фронта и 10 июля назначен заместителем командира 337-й стрелковой дивизии, после чего принимал участие в боевых действиях в ходе Ясско-Кишинёвской, Дебреценской и Будапештской наступательных операций.
В январе 1945 года освобождён от занимаемой должности, после чего находился в распоряжении Главного управления кадров НКО и 30 марта направлен 2-й Белорусский фронт, где 15 апреля назначен на должность начальника штаба 18-й стрелковой дивизии.

### Послевоенная карьера
13 мая 1945 года назначен на должность начальника штаба 313-й стрелковой дивизии, однако после её расформирования с июля того же года находился в распоряжении Военного Совета Северной группы войск и в феврале 1946 года назначен представителем Военного совета Северной группы войск при Силезском воеводстве (пол. Województwo śląskie (1945–1950)) (Катовице), а в мае — представителем Военного Совета группы при Щецинском воеводстве (пол. Województwo szczecińskie (1946–1975)) (Щецин).
Полковник Леонид Гаврилович Сергеев 16 сентября 1946 года вышел в запас по болезни. Умер 5 мая 1948 года в городе Ленинграде, ныне Санкт-Петербург.

## Награды
- Орден Ленина, 21 февраля 1945 года[2][3][4]
- Орден Красного Знамени, дважды: 23 февраля 1944 года, 3 ноября 1944 года[5]
- Орден Красной Звезды, 25 марта 1942 года[6]
- Юбилейная медаль «XX лет Рабоче-Крестьянской Красной Армии»
- Медаль «За оборону Сталинграда»
- Медаль «За победу над Германией в Великой Отечественной войне 1941—1945 гг.»
- Медаль «За взятие Будапешта»
- Часы от Московского облисполкома
- Конь от наркома К.Е. Ворошилова, за отличную выучку учебного батальона в 1934 году